# Boulevard de la Reine

Le boulevard de la Reine est une voie de circulation de Versailles en France.

## Situation et accès
Le boulevard de la Reine s'étend d'ouest en est, de la grille de la Reine à l'avenue des États-Unis. Il mesure 1840 mètres de long. Sa largeur est de 39 mètres. Le boulevard de la Reine n'est pas entièrement situé dans le quartier Notre-Dame. La section à l'est du carrefour avec la rue de Provence est située dans le quartier de Montreuil. Ce boulevard est doté de deux voies dans chaque sens de circulation, ainsi que deux contre-allées en sens uniques. Des terre-pleins plantés de tilleuls séparent les contre-allées des voies centrales. Le boulevard de la Reine permet d'accéder au domaine du château de Versailles par deux grilles : la grille de la Reine, située à l'extrémité du boulevard, et la grille du Dragon, située côté sud du boulevard, après le carrefour avec la rue de Maurepas.

## Historique
Le boulevard de la Reine a été créé en 1775, à l'époque de l'établissement du quartier des Prés, à la suite d'une décision royale qui ordonnait la création des boulevards du Roi, de la Reine et de Saint-Antoine. Le boulevard fut pavé entre 1776 et 1778 et établi le long des jardins de la rue Neuve-Notre-Dame après l'assèchement de l'étang de Clagny, situé au nord. Il a été tracé depuis le bassin de Neptune, parallèlement à la rue Neuve-Notre-Dame.
Ce boulevard, comme celui du Roi, a connu bien des changements de nom depuis son origine. Il fut rebaptisé en 1793, pendant la Révolution, boulevard de l'Égalité ; puis en 1806, on l'appela boulevard de l'Impératrice ; en 1814, il reprit son nom de boulevard de la Reine ; en 1848, ce fut le boulevard de la Liberté ; et aujourd'hui il s'appelle de nouveau boulevard de la Reine.
Pendant fort longtemps le boulevard de la Reine commença à l'avenue de Maurepas. En 1811, on fit disparaître le mur qui fermait cette rue entre le n°7 et le n°9 et l'on continua le boulevard jusqu'à la plaine de Trianon. Le boulevard de la Reine était autrefois séparé de l'avenue de Picardie (actuelle avenue des États-Unis) par une grille, accompagnée de deux petits pavillons pour le logement d'un garde et d'un portier. La grille servait de barrière de ce côté de la ville. Elle a été détruite et reportée devant l'entrée de la chapelle de l'hospice civil.
À l'été 1940, au début de l'Occupation, Philippe Pétain envisage d'installer son gouvernement à Versailles, une villa était aménagée boulevard de la Reine pour accueillir le maréchal. Finalement, le projet ne se concrétise pas et son gouvernement reste à Vichy.

## Édifices

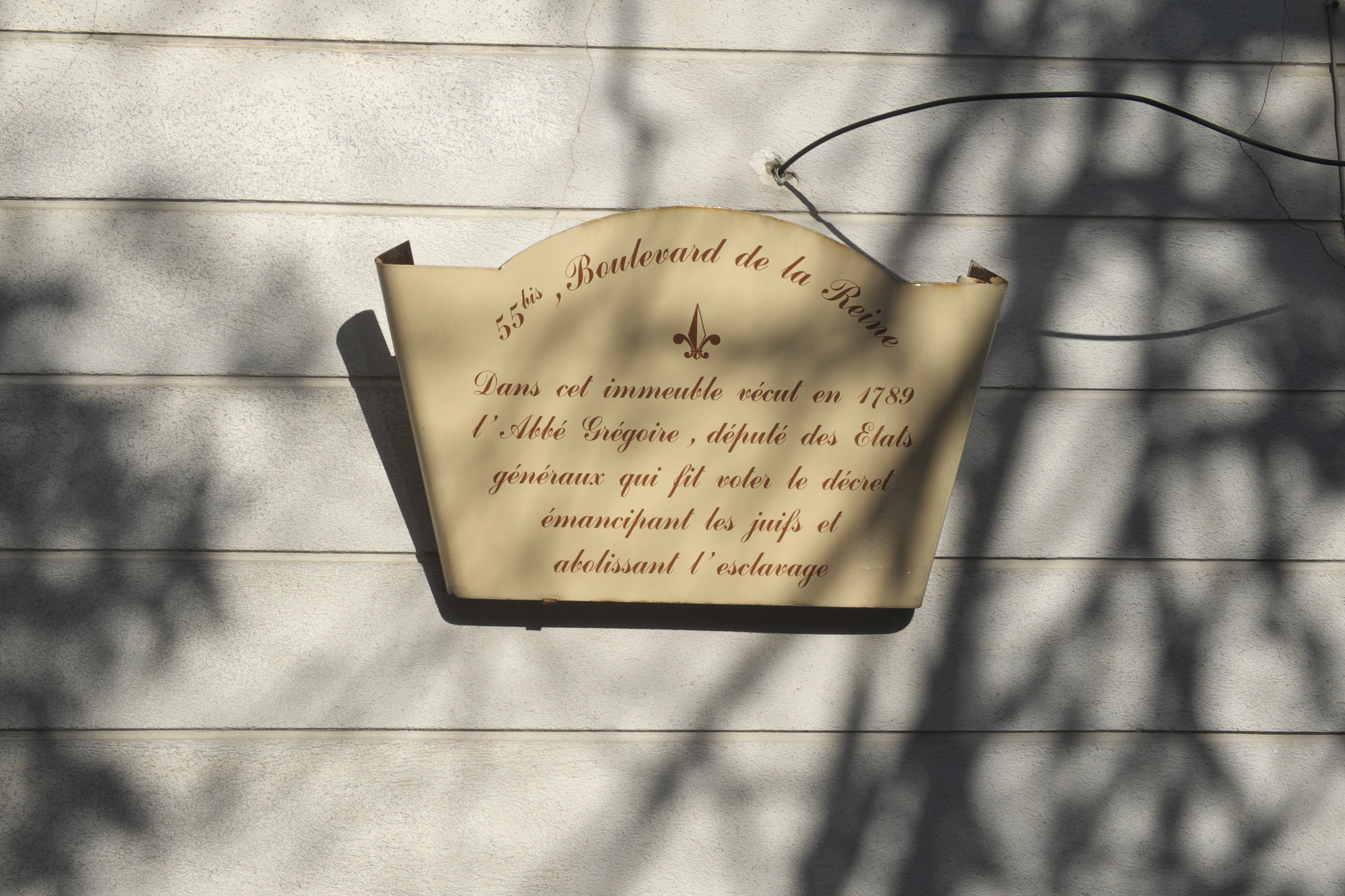
Plaque au no 55 bis.

Le boulevard de la Reine borde les édifices suivants :
- no 1 : l'hôtel Trianon Palace
- no 54 : le musée Lambinet
- no 78 : l'espace Richaud

Au no 55 bis, une plaque commémorative indique que l'abbé Grégoire y vécut en 1789.